# أوتو غراف لامبسدورف
أوتو غراف لامبسدورف (بالألمانية: Otto Graf Lambsdorff) (20 كانون الأول 1926 – 5 كانون الأول 2009) كان سياسياً ألمانياً من الحزب الديمقراطي الحر. كما أنه شغل منصب الوزير الاتحادي للشؤون الاقتصادية والطاقة.

## روابط خارجية
- أوتو غراف لامبسدورف على موقع IMDb (الإنجليزية)
- أوتو غراف لامبسدورف على موقع مونزينجر (الألمانية)
- أوتو غراف لامبسدورف على موقع ميوزك برينز (الإنجليزية)
- أوتو غراف لامبسدورف على موقع إن إن دي بي (الإنجليزية)
- أوتو غراف لامبسدورف على موقع ديسكوغز (الإنجليزية)

- Telegraph obituary